# 张常嫔 (前)
張常嬪（？—1559年），名失考，明朝明世宗朱厚熜之嬪。

## 生平
張氏的出生及入宮時間均無考，原為宮人。嘉靖三十八年（1559年）十一月初十日，「未封張氏」薨逝，賜號為常嬪，祭葬如例。
嘉靖四十年（1561年）閏五月二十四日，授“張常嬪”的兄長固安縣平民張存仁為錦衣衛帶俸百戶。雖然嘉靖帝位下有兩位張常嬪，但是當時的慣例是每當有未封嬪御薨逝，隨即就會封贈她的親屬。依此推斷，張存仁之妹應該是薨逝於嘉靖四十年的另一位常嬪張氏，而非薨逝於嘉靖三十八年的張常嬪。去世後，張常嬪葬於西山紅石口。《太常續考》謂：「常嬪劉氏、常嬪楊氏、常嬪張氏、宜妃于氏、康嬪劉氏、常嬪傅氏、常嬪張氏、常嬪楊氏、常嬪劉氏，以上九妃嬪共一墓」。